# Ga Đài Tưởng niệm Tưởng Giới Thạch
Đài Tưởng niệm Tưởng Giới Thạch (tiếng Trung: 中正紀念堂; bính âm: Zhōngzhèng Jìniàntáng), còn gọi là ga Nam Môn, là ga tàu điện ngầm ở Đài Bắc, Đài Loan thuộc tàu điện ngầm Đài Bắc. Nó là ga trung chuyển của tuyến Đỏ và tuyến Xanh lá.

## Tổng quan ga

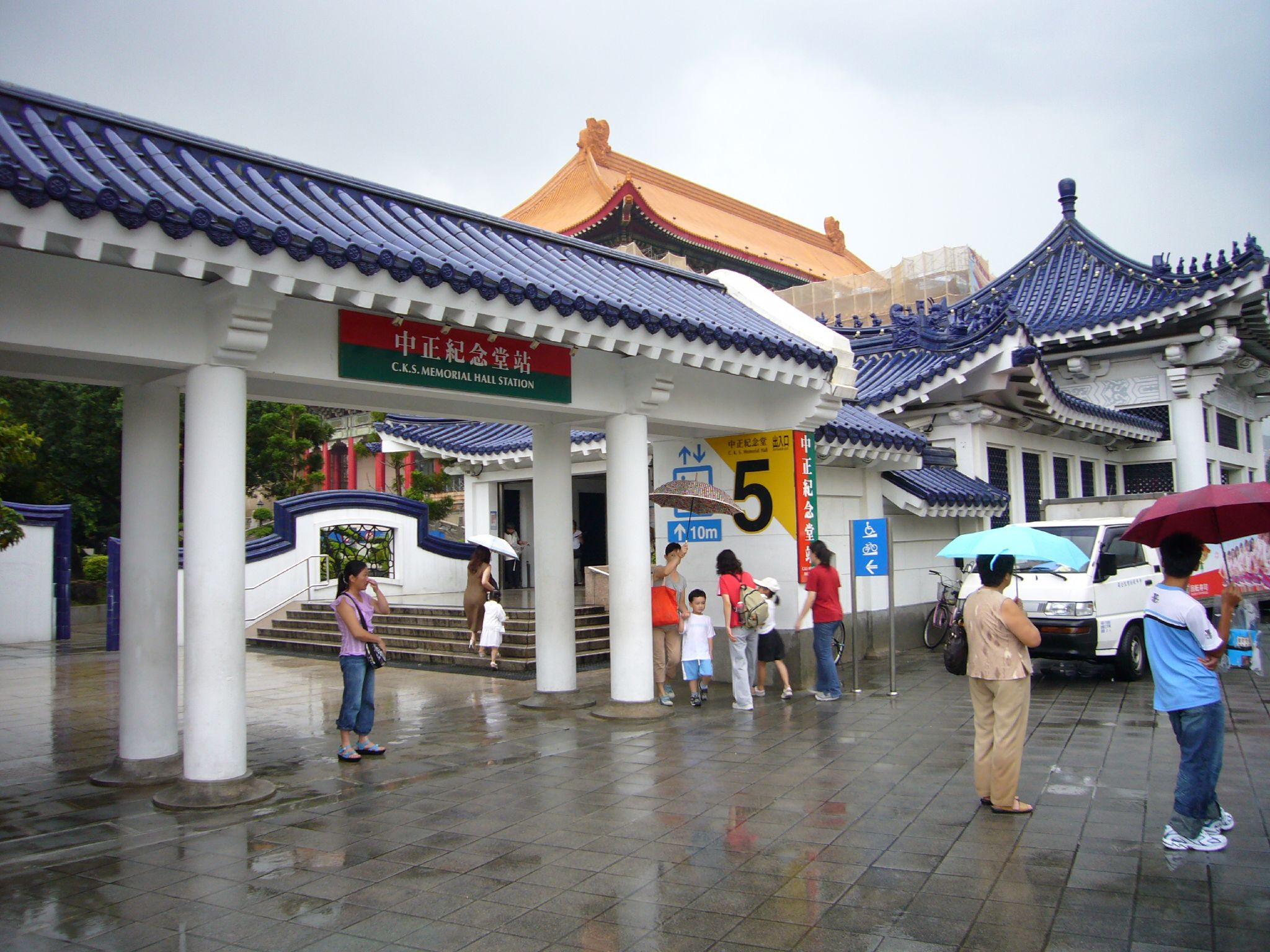
Lối thoát 5

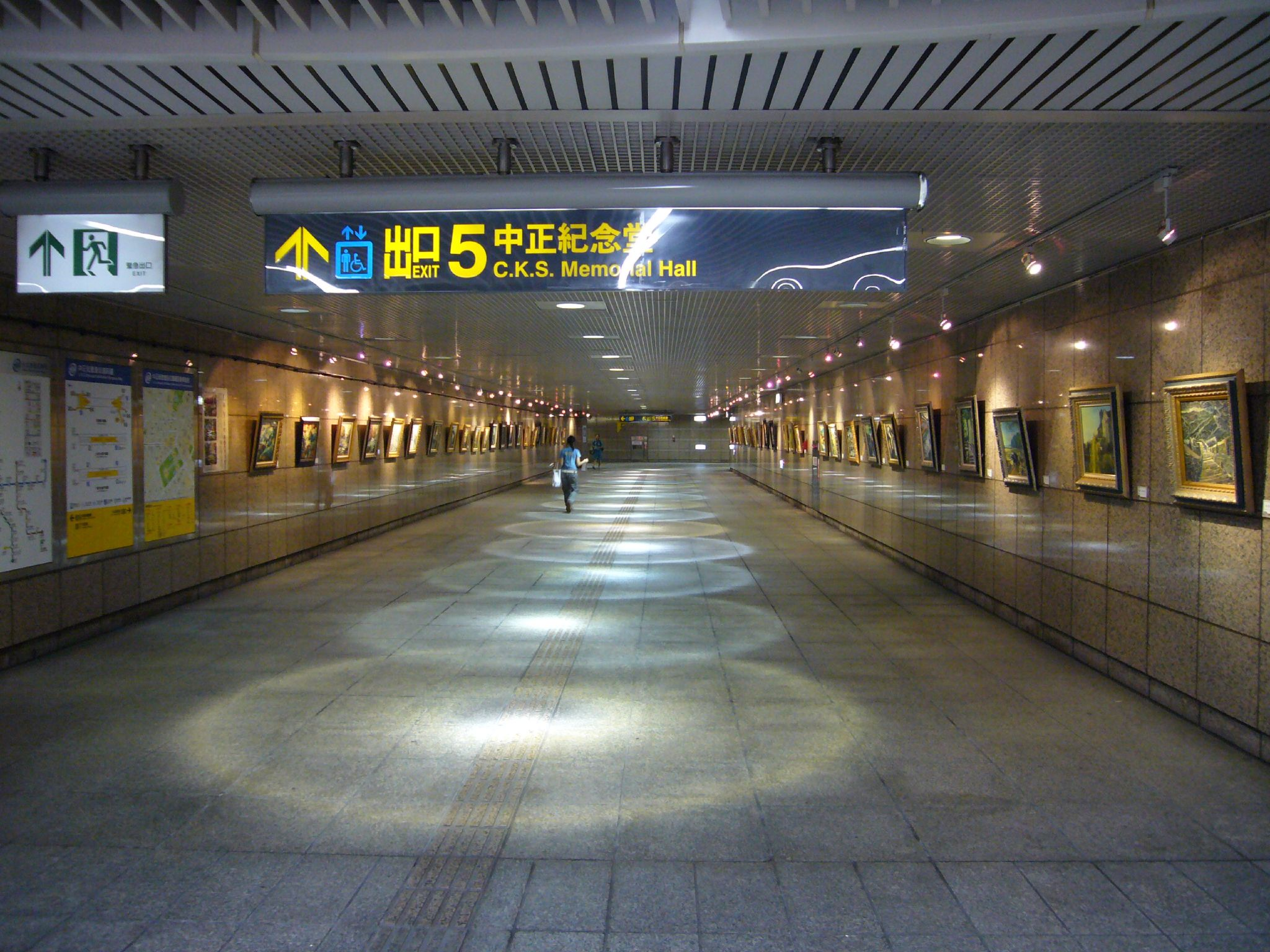
Khu trưng bày ảnh nghệ thuật tại lối thoát 5 và hành lang ga

Nhà ga gồm có 3 tầng dưới lòng đất là 2 ke ga cùng với 7 lối thoát.
Từ ngày 15 tháng 11 năm 2014, nhà ga trở thành ga trung chuyển cho Tuyến Tùng Sơn-Tân Điếm.

## Bố trí ga
| L1 | Đường đi                           | Lối ra/vào                                                                                       |
| B1 | Cổng hướng Bắc                     | Hành lang, máy bán vé 1 chiều, quầy thông tin                                                    |
| B1 | Cổng hướng Bắc                     | Nhà vệ sinh                                                                                      |
| B1 | Cổng hướng Nam                     | Hành lang, máy bán vé 1 chiều, quầy thông tin                                                    |
| B1 | Cổng hướng Nam                     | Nhà vệ sinh                                                                                      |
| B2 | Ke ga 1                            | ← Tuyến Đạm Thủy-Tín Nghĩa hướng đi Đạm Thủy / Bắc Đầu (R09 Bệnh viện Đại học Quốc gia Đài Loan) |
| B2 | Ke ga, cửa sẽ mở hai bên trái/phải |                                                                                                  |
| B2 | Ke ga 2                            | ← Tuyến Tùng Sơn-Tân Điếm hướng đi Tùng Sơn (G11 Tiểu Nam Môn)                                   |
| B3 | Ke ga 3                            | → Tuyến Đạm Thủy-Tín Nghĩa hướng đi Núi Tượng / Đại An (R07 Đông Môn) →                          |
| B3 | Ke ga, cửa sẽ mở hai bên trái/phải |                                                                                                  |
| B3 | Ke ga 4                            | → Tuyến Tùng Sơn-Tân Điếm hướng đi Tân Điếm / Tòa nhà Taipower (G09 Cổ Đình) →                   |